# Phylica chionocephala
Phylica chionocephala är en brakvedsväxtart som beskrevs av Rudolf Schlechter. Phylica chionocephala ingår i släktet Phylica och familjen brakvedsväxter. Inga underarter finns listade i Catalogue of Life.